# Барал
Баралът (Pseudois nayaur), наричан още син овен или нахур, е чифтокопитен бозайник от подсемейство Кози. Обитава високите части на Хималаите на територията на Непал, Китай, Пакистан и Индия. Той е основна плячка на снежния барс.